# Galago
Galago (česky komba) je rod primátů z čeledi kombovití (Galagidae). Dříve označoval všechny malé druhy komb, ty ale byly rozděleny do dalších dvou rodů Sciurocheirus a Galagoides, proto zahrnuje tyto čtyři žijící druhy: komba žlutonohá (Galago gallarum), komba hnědá (Galago matschiei), komba jižní (Galago moholi) a komba ušatá (Galago senegalensis). Vyskytují se v Africe.

## Popis
Komby z rodu Galago jsou malí primáti měřící 13 až 21 cm bez ocasu, jenž dosahuje velikosti 20 až 30 cm. Hmotnost činí 112 až 300 g. Záda jsou zbarvena šedě až hnědě, hlava je kulatá s krátkým čenichem a velkýma očima s tmavou srstí okolo nich. Od komb patřících do rodu Galagoides je odlišuje jiný tvar lebky a zubů. Typem pohybu je vertikální lpění a skákání.

## Chování
Komby z rodu Galago obývají lesy, křoviny a savany, vyskytují se v porostech s převahou akácií, brachystegií, myrhovníků, Isoberlinia a mopanu (v jižní Africe). Konzumují především hmyz, v období sucha jsou důležitou potravou rostlinné šťávy, jinými tvory nebo ovocem se obvykle živí pouze v určitých oblastech nebo v určitých ročních obdobích. Území si značí močí. Samice mají mláďata jednou až dvakrát za rok, březost trvá asi 130 dnů. Vývoj je rychlý, mláďata hnízdo opustí asi po dvou týdnech a samostatná se stávají za asi dva měsíce.

## Chov v zoo
V rámci evropských zoo jsou chovány dva druhy: komba jižní a komba ušatá. Ani jeden z nich však nepatří k často chovaným. V dubnu 2020 byla komba jižní chována pravděpodobně jen v sedmi zoo Evropy, komba ušatá přibližně ve třech desítkách evropských zoo.
Zoo Praha vedla u obou druhů evropskou plemennou knihu (ESB), která byla v roce 2018 překlasifikována u komby jižní na evropský monitoring a u komby ušaté na Evropský záchovný program (EEP).

### Chov v Zoo Praha
Komby jižní jsou v Zoo Praha chovány od roku 2014. V roce 2015 se podařil český prvoodchov.
Komby ušaté byly v Zoo Praha prvně chovány v roce 1958; soustavnější chov započal v roce 1996. První mláďata se narodila v roce 2004.